# Алжнев, Юрий Борисович
Юрий Борисович Алжнев (род. 24 августа 1949, Кировабад) — украинский композитор, заслуженный деятель искусств Украины (1995), член Национального Союза композиторов Украины с 1990, член Всеукраинского музыкального союза с 1995 года. Обладатель украинской премии имени Ивана Огиенко (1999), Грамоты Президента Украины (1999), Лауреат регионального рейтинга «Харьковчанин года — 2002», обладатель Орден «За заслуги» ІІІ степени (2009), лауреат премии имени М. В. Лысенко (2010), Обладатель почётного знака Харьковского облсовета «Слобожанская Слава» (2012 г.);

## Биографические сведения
Родился в городе Кировобад (ныне Гянджа, Азербайджан), детство прошло на Полтавщине.  В 1977 окончил народно-оркестровый отдел Харьковского государственного института культуры (ныне — Харьковская государственная академия культуры);  в 1989 — Харьковский институт искусств имени Ивана Котляревского по классу композиции Владимира Золотухина.
С 1992 по 2021 год — музыкальный директор Харьковского муниципального театра народной музыки Украины «Обереги». Участвовал во II Всеукраинском фестивале «Златоверхий Киев» с авторским концертом «Пробуждение» (1998).
Работал художественным руководителем сельского дома культуры (с. Первая-Старовировка, 1970), концертмейстером заслуженного ансамбля танца Украины «Цветок» дворец культуры ХЭМЗ (1974—1976) и концертмейстером Харьковского государственного академического русского драматического театра имени А. С. Пушкина, с 2000 — доцент Харьковского государственного университета искусств имени Ивана Котляревского.

## Музыкальные произведения

### Произведения для симфонического оркестра
- увертюра «Молодость Тракторостроя» (1981),
- поэма «Пролог» (1987);
- симфония «Чернобыльская» (ред. 2006), с неё начинается ВЕЛИКАЯ СИМФОНИЧЕСКАЯ КОМПОЗИЦИЯ РОДНОГО КРАЯ под общим названием: «ВремЕно», в которую вошли семь программных симфоний:
- И."ЧЕРНОБЫЛЬСКАЯ" (Симфония-0. «ОВАСТАЯ ПЕРВА» (Симфония полей) по мотивам Велесовой Книги (2011),
- III. «ПО МЧУЧСКОМУ ПУТИ…» (Песенная симфония) (2015),
- V. «ЭКЗАМПЕЙ XXI» (Скифская симфония) (2018),
- VI. «СЛАВЛЕНАЯ ДАРА» (Исповедательная симфония) (2020),
- VII. «БОГОЛЕСЬЕ» (Симфония-Эпилог) (2022). Марш для симфонического оркестра «Тулумбас 48-16» (2006).
- Вальс для симфонического оркестра «Эхо» (2020),
- Тройной концерт: «Как будто писанка село…» (скрипка, альт, виолончель) для скрипичных и ударных (2020),
- «Запороги», симфоническая поэма (2021), для большого симфонического оркестра, «
- LIBERTAS — СВОБОДА!» согласие — кантата на поэзию Г. С. Сковороды (2021) для тенора, смешанного хора, парного симфонического оркестра;

### для эстрадного оркестра
- «Акварели» (1976); «Метаморфозы 52-61»

### для ударных, брасс-квартета, синтезатора и фортепиано
симфониета «Воспоминания Мамочки-Земли» (1987); для инстр. и фольк.-этногр. анс. — рапсодия «Золотая пектораль» (1990),

### для брасс-квартета и ударных
«Старый бастион» (1987)

### для ударных, брасс-квартета, синтезатора и фортепиано
- симфониета «Воспоминания Мамочки-Земли» (1987);

### для инстр. и фольк.-этногр. анс.
- рапсодия «Золотая пектораль» (1990)

### для фортепиано
- «Эскизы» (1979), «Русский триптих» (1984), «Дума» (1985);

### для трубы с оркестром
- Скерцо (1977), Концерт-каприччио (2020)

### для баяна
- Концертная пьеса (1977); вальс «Рондо» (2015); для готово выборного баяна «Парафраз на тему украинской народной песни „Ой джигуне, джигуне…“ (2022)

### для оркестра народной музыки
- концертные фантазии: „Дергунец“, „Украинская вязанка“, „Троиста-Забридская“, „Праздничная слободская“ (на укр. темы), „Пандухты“ (на верм. темы), „Дромореса“ (на цыганские темы), „на цыганские темы“, „на цыганские темы“ мелодии» (на литовские народные темы), «Чоккирлие» (на молдавские народные мелодии), «Осенний Ортачала…» (на грузинские народные мелодии), рапсодия на темы народных мелодий греков Приазовье «Выход из Крыма», концертная увертюра);

### для Национального академического оркестра народных инструментов
- «Зов Посвистатель…» концерт-диптих для свирели (2007), «Концерт-Кахтырь для оркестра» в 3-х частях (2009), «Полетел бы-м на край света…» (2019), "Орлом диз00;

### для хора без сопровождения
- концерты: на канонические тексты: «Слава Тебе, Господи!», «Пойте для Господа…»; хоровой концерт «Родной круг» в 3-х частях, «Еще третьи петухи…» (концерт-диптих) на поэзию Т. Шевченко (2011). «За неё Господа молите…» (кантата) на поэзию Т.Шевченко, для солистов и мужского хора в сопровождении симфонического оркестра (2018), для женского хора: «Пробуждение», «Рассветы Орианты» на народные слова: «Спевомовки», «Дивич-сонх», поэзия Н.Фурса, (2020)
- песни-согласия: для тенора «Кобза моя», поэзия П. Кулиша, для баса «Над Днепровой сагой…» поэзия Т. Шевченко, для сопрано «Мать сеяла сон…» поэзия Б. Олейника, для баритона «Как жить хочется…» поэзия О. Олеся;
- музыка к театральным представлениям.

## Литературные произведения
- Некоторые аспекты взаимодействия в системе «музыкальный фольклор-композитор-исполнитель» (заметки композитора) // Проблемы взаимодействия искусства, педагогики и теории и практики образования: 36. наук. пр. — К., 1999. — Вып. 4;
- Традиционные музыкальные инструменты и современное оркестровое мышление (версия композитора) // Теоретические и практические проблемы культурологии: 36. Науч. стир. — Запорожье, 1999. — Вып. 2.

- | Ссылки на внешние ресурсы | Ссылки на внешние ресурсы |
| ------------------------- | ------------------------- |
| Словари и энциклопедии    | - Современной Украины     |